# Kettingtransporteur

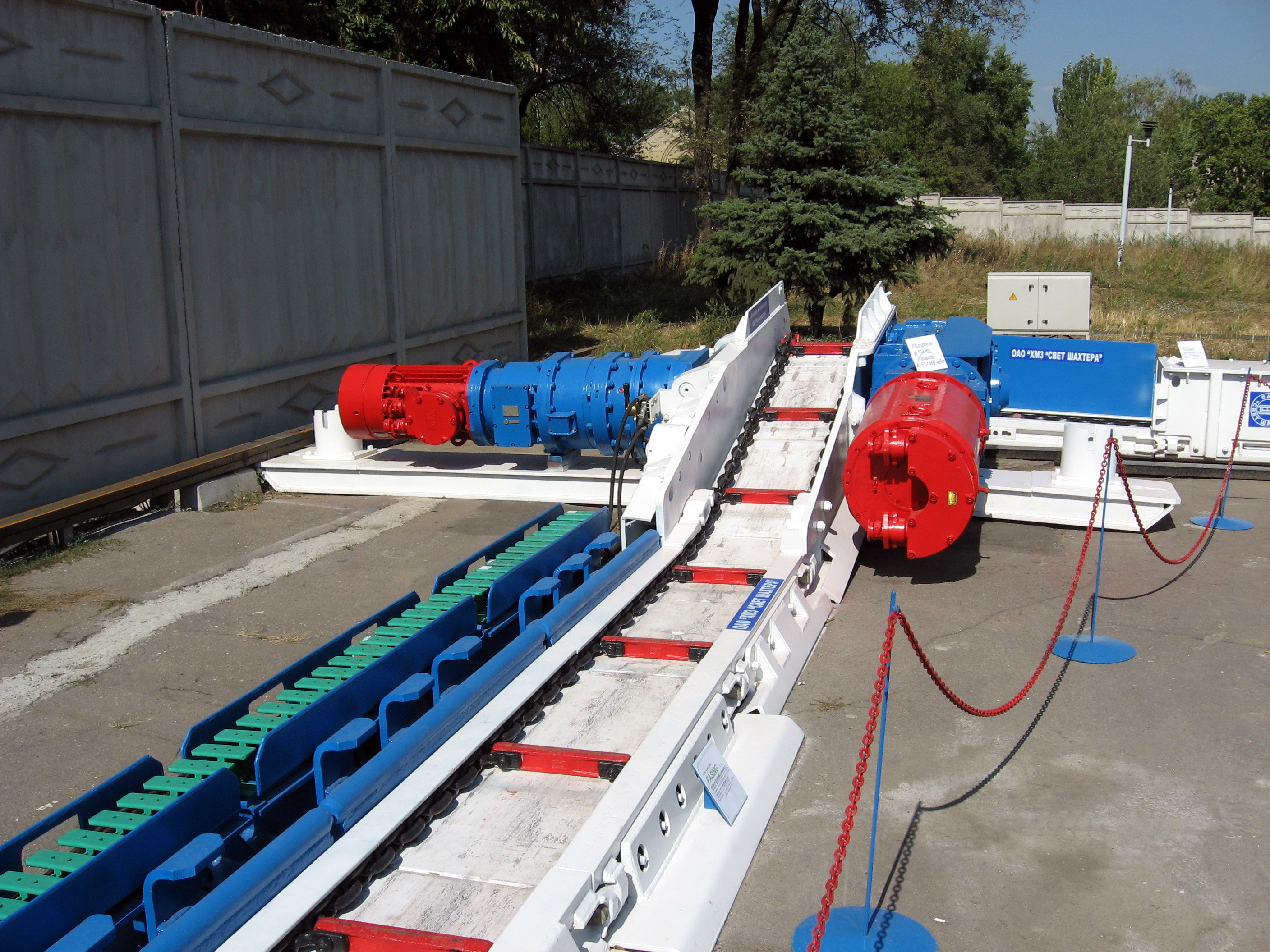
Kettingtransporteur

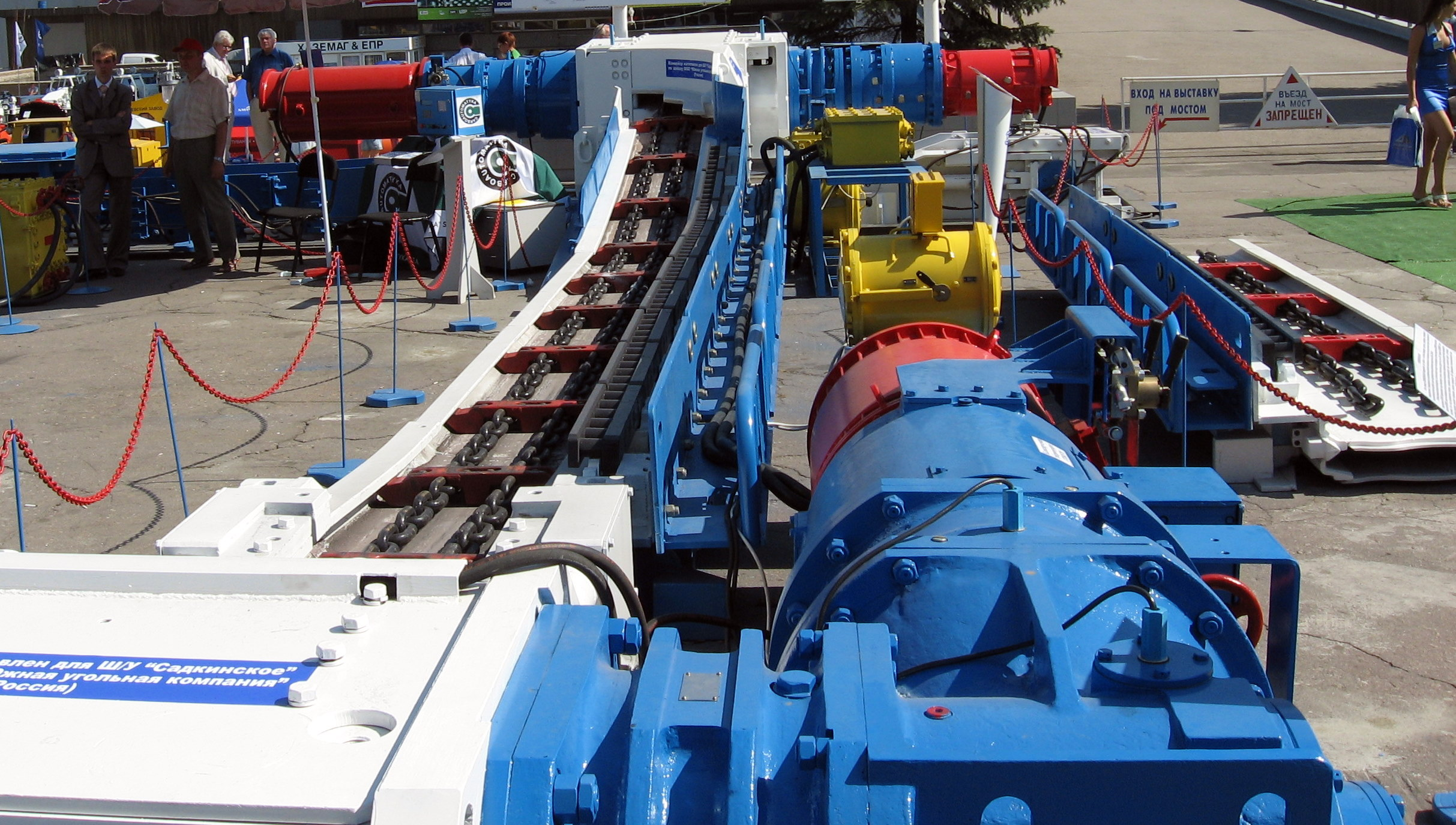
Aandrijfmechanisme van een zware kettingtransporteur

Een kettingtransporteur is een transportmiddel dat voornamelijk in de steenkolenmijnbouw wordt toegepast voor het vervoer van steenkool. De kettingtransporteur werd vanaf 1950 in gebruik genomen, en verving de schudgoot en andere tot dan toe gebruikte vervoermiddelen in de pijlers.
De kettingtransporteur (doorgaans kortweg transporteur genoemd) bestaat uit meerdere aaneengekoppelde plaatstalen goten. Hierin bevindt zich de transportketting waaraan op bepaalde afstanden meenemers zijn aangebracht. De goten zijn voorzien van een rand die onder meer dient om de meenemers van zowel de boven- als onderketting te geleiden. Om er voor te zorgen dat de ketting op de juiste wijze over de kettingtrommel (nestenschijf) loopt, bestaat deze tussen de meenemers steeds uit een oneven aantal schalmen. Dit geldt ook voor paskettingen, waarmee men de transportketting op de juiste lengte te kan brengen. Hoewel de verbindingen tussen de goten onderling een zekere beweging toelaten, zowel horizontaal als verticaal, dient de transporteur zoveel mogelijk in een rechte lijn te liggen, dit om onnodige slijtage te voorkomen.
Naargelang het model, kunnen meenemers door middel van één, of door twee kettingen met elkaar zijn verbonden. Bij transporteurs met dubbele ketting kan deze aan weerszijden van het midden, of aan de uiteinden van de meenemers zijn aangebracht. Bij deze laatste uitvoering gebruikt men speciale verbindingsschalmen, die behalve de kettingen verbinden, tevens dienen voor de bevestiging van de meenemers. Om de transportcapaciteit te vergroten kan de transporteur voorzien zijn van opzetplaten.
Het begin en einde van een kettingtransporteur wordt gevormd door eindkasten, hierin is een kettingtrommel voor de aandrijving van de transportketting aangebracht. Het aandrijfmechanisme (tandwielkasten en motoren) wordt door middel van bouten aan de eindkasten bevestigd. De overgang van de eindkasten naar de normale goten komt tot stand door middel van aansluitgoten. De lengte van de transporteur kan eventueel worden aangepast door het gebruik van pasgoten.